# Taphrocerus floridanus
Taphrocerus floridanus är en skalbaggsart som beskrevs av Jan Obenberger 1934. Taphrocerus floridanus ingår i släktet Taphrocerus och familjen praktbaggar. Inga underarter finns listade i Catalogue of Life.